# تشن ياو
تشن ياو (25 سبتمبر 1988 في الصين - ) هي لاعبة كرة طائرة الصين في مركز مهاجم ‏.